# Arnos Vale
Arnos Vale es una localidad de Trinidad y Tobago, que forma parte de la parroquia de St. David.

## Geografía
La localidad abarca parte de la isla de Tobago y limita al norte con Culloden, al sur con Mary's Hill, al este con Les Coteaux y al oeste con el mar Caribe.

## Demografía
Datos demográficos de la localidad de Arnos Vale:
| Gráfica de evolución demográfica de Arnos Vale entre 2000 y 2011 |
|                                                                  |